# 埃尔森多夫
埃尔森多夫是德国巴伐利亚州的一个市镇。总面积32.65平方公里，总人口2022人，其中男性1060人，女性962人（2011年12月31日），人口密度62人/平方公里。